# Jordan Staal
Jordan Staal (ur. 10 września 1988 w Thunder Bay) – kanadyjski hokeista występujący na pozycji środkowego w zespole NHL - Carolina Hurricanes.

## Kariera klubowa
- Peterborough Petes (2004–2006)
- Pittsburgh Penguins (2006–2012)
- Carolina Hurricanes (od 2012)

Pierwszym klubem w karierze Staala była drużyna grająca w OHL - Peterborough Petes. Po dwóch sezonach gry w Kanadzie został wybrany w pierwszej rundzie draftu przez ekipę Pittsburgh Penguins występującej w NHL, stając się od razu jej podstawowym zawodnikiem. 8 stycznia 2009 roku podpisał 3,5-letni kontrakt ze swoim obecnym klubem. W Pittsburghu spędził sześć sezonów NHL. 23 czerwca 2012 ogłoszono jego transfer do (tego samego dnia hokeista poślubił w rodzinnym mieście Thunder Bay swoją narzeczoną Heather).

### Statystyki
| 2004-05    | Peterborough Petes  | OHL        | 66  | 9  | 19 | 28  | 29  | 14 | 5  | 5  | 10 | 16 |
| 2005-06    | Peterborough Petes  | OHL        | 68  | 28 | 40 | 68  | 69  | 19 | 10 | 6  | 16 | 16 |
| 2006-07    | Pittsburgh Penguins | NHL        | 81  | 29 | 13 | 42  | 24  | 5  | 3  | 0  | 3  | 2  |
| 2007-08    | Pittsburgh Penguins | NHL        | 82  | 12 | 16 | 28  | 55  | 20 | 6  | 1  | 7  | 14 |
| 2008-09    | Pittsburgh Penguins | NHL        | 82  | 22 | 27 | 49  | 37  | 24 | 4  | 5  | 9  | 8  |
| 2009-10    | Pittsburgh Penguins | NHL        | 82  | 21 | 28 | 49  | 57  | 11 | 3  | 2  | 5  | 6  |
| OHL ogółem | OHL ogółem          | OHL ogółem | 134 | 37 | 59 | 96  | 98  | 33 | 15 | 11 | 26 | 32 |
| NHL ogółem | NHL ogółem          | NHL ogółem | 327 | 84 | 84 | 168 | 173 | 60 | 16 | 8  | 24 | 30 |

## Kariera reprezentacyjna
Reprezentacja Kanady z Jordanem w składzie zdobyła złoty medal na Mistrzostwach Świata w hokeju na lodzie w 2007 roku.

### Statystyki
| Rok              | Drużyna          | Turniej          | Miejsce          |   | M | G | A | Pkt | MIN |
| ---------------- | ---------------- | ---------------- | ---------------- | - | - | - | - | --- | --- |
| 2007             | Kanada           | MŚ 2007          | 1.               | 9 | 0 | 2 | 2 | 0   |     |
| Mecze seniorskie | Mecze seniorskie | Mecze seniorskie | Mecze seniorskie | 9 | 0 | 2 | 2 | 0   |     |